# Malparlat
Malparlat és un grup de rap en valencià de la Plana Baixa, format fonamentalment per Alfons Pérez, el Blüe, i el discjòquei Ximo Agut, conegut com Dj Sinic, de la Vall d'Uixó. A finals de 2019 es publica el primer disc, Poèticament incorrecte. Abans es presentarien amb la cançó "Taronja".
El grup resulta per primera volta d'actualitat a l'octubre del 2019 gràcies a la cançó Taronja, un trap que critica la situació del cítric amb ironia i humor àcid. Gràcies a “Taronja”, Malparlat són portada d'alguns mitjans de comunicació de tirada nacional i regional, així com de mitjans especialitzats en música rap o música en valencià. El grup fou convidat a programa d'humor d'À Punt, Podríem fer-ho millor per a parlar del projecte i presentar el proper videoclip de la cançó "David Albelda".
El desembre del 2019 es publica el primer LP del grup, de nom Poèticament incorrecte, que rebé bones crítiques. El disc es presenta de forma oficial a Castelló de la Plana el 31 de gener de 2020, en una gala presentada per Aitana Ferrer i amb les actuacions de Tenda i Pleasant Dreams. Malparlat formen part del moviment Valentubers amb vídeos com un original Taller de Rap per a tots els públics, que la Generalitat Valenciana, mitjançant la plataforma de promoció lingüística Sempre Teua, promocionarà entre els centres docents. Al mes de juliol, d'aquell mateix any, foren contactats pel Villarreal C.F. per a fer una cançó a Bruno Soriano, capità de l'equip, seqüela de la que va fer anys abans el mateix Alfons.

## Discografia
- 2019: Poèticament incorrecte